# 伊利鎮區 (密歇根州門羅縣)
伊利鎮區（英語：Erie Township）是位於美國密歇根州門羅縣的一個行政鎮區。

## 地方資料
伊利鎮區的面積為90.24平方千米，當中陸地面積為89.61平方千米，而水域面積為0.62平方千米。根據2020年美國人口普查的數據，當地共有人口4299人，而人口密度為每平方千米47.64人。